# مكمل غذائي
 المكملات الغذائية، هي مستحضرات هدفها تكملة النظام الغذائي بمواد تغذوية مثل الفيتامين، والمعادن، والألياف، والأحماض الدهنية، والأحماض الامينية والتي قد تكون مفقودة في النظام الغذائي للشخص أو قد تكون لا تستهلك بكميات كافية. تعتبر بعض البلدان المكملات الغذائية كأطعمة، بينما تعتبرها بلدان أخرى على أنها أدوية أو منتجات صحيّة طبيعيّة.
تصنف هيئة الدستور الغذائي كل المكملات التي تحتوى على الفيتامينات والمعادن على أنها أطعمة. وهيئة الدستور الغذائي هي منظمة التي ترعاها منظمة الأغذية والزراعة (الفاو) التابعة للأمم المتحدة ومنظمة الصحة العالمية.

## الاتحاد الأوروبي
تشترط الملاحق الغذائية للتوجيه المنشورة عام 2002 إثبات صحة وسلامة تناول المكملات، سواء من ناحية الكمية والنوعية. وبحكم التعريف، تعتبر الفيتامينات والمعادن ضرورية للجسم، أي لا يستطيع الجسم تصنيعها، وبالتالي يجب تناولها. ولكن الإفراط في تناولها يسبب ضررا وبخاصة فيتامين (أ). وبالتالي لا يمكن بيع المكملات من دون وصفة طبية الا إذا ثبت سلامة تناولها. وبتصنيفهم كمواد غذائية، لا يمكن اعتبارهم مشمولين في التأمين الطبي كأدوية ولكن يمكن أن يشملهم التأمين الصحي كمطالبات صحية وتغذية.
عارضت شركات صناعة المكملات الغذائية في المملكة المتحدة، وهي واحدة من البلدان ال 27 في الاتحاد الأوروبي، وبشدة هذا التوجه. وبالإضافة إلى ذلك، عارض هذا التوجه عدد كبير من المستهلكين في جميع أنحاء أوروبا، بما في ذلك أكثر من مليون في المملكة المتحدة، بالإضافة إلى العديد من الأطباء والعلماء، كما انهم وقعوا التماسات واعتراضات بحلول عام 2005 ضد ما ينظر إليه من قبل الملتمسين كقيود غير مبررة للحد من اختيارات المستهلك. في عام 2004، رفع الأمر إلى محكمة العدل الأوروبية من قبل المحكمة العليا في لندن. إلا أن  المحكمة الأوروبية رفضت رفع القيود وقررت أن التدابير الواردة في التوجه ضرورية ومناسبة لغرض حماية الصحة العامة. ولكن، فسر اتحاد الصحة الطبيعية الأوروبي أن هذا الحظر ينطبق على الإنتاج الصناعي للمكملات ولا يشمل الفيتامينات والمعادن التي تستهلك كجزء من النظام الغذائي. إلا أن القضاة الأوروبيون لم يعترفوا بمخاوف المدعي العام، وطالبوا بإجراءات واضحة للسماح بإضافة المواد المسموح بها إلى اللائحة يطريقة علمية، وبحق الطعن في المحاكم عند رفض لإضافة منتج إلى القائمة.
أظهر مسح جرى في أيرلندا في العام 2001، للبالغين الذين تتراوح أعمارهم بين سن 18 و 64 سنة، أن استهلاك كميات مفرطة من الفيتامينات لا يشكل أي خطر على صحة المستهلكين الا في حالة تناول النياسين وفيتامين ب6 (اعتلال الأعصاب). والجدير ملاحظته أن هذه النتيجة تعتمد على الممارسات الغذائية الحالية لتلك الفئة من السكان.

## روسيا
تعتمد التشريعات الروسية بحسب تعميم وزارة الصحة رقم 1898 المؤرخ في 15 نيسان/أبريل 1997 وتحت عنوان «وفيما يتعلق بإجراءات الفحص وإصدار الشهادات الصحية للناشطين الجنسيين للمكملات الغذائية» استخدام المصطلح التالية:
وكقاعدة عامة، فإن BADS هي المواد غذائية ثبت بفعاليتها سريريا. ويوصى استعمالها BADSs ليس فقط للوقاية، بل يمكن تضمينها في معالجة الآثار الجانبية لأدوية العلاج ولتحقيق شفاء كاملة.
وقد تم تطوير BADSs وتطبيقاتها بسرعة كبيرة. واعتبرت في للبداية كمكملات غذائية توفر للأشخاص ذوي الحاجة الكبيرة لها مثل الرياضيين. اما لاحقا، فاعتبروا على أنهم أدوية وقائية ضد الأمراض المزمنة.

## الصين
في الصين، يشترط على الشركات المصنعة لللمكملات الغذائية تسجيلها في إدارة الغذاء والدواء قبل طرحها في الأسواق. هذه العملية تتطلب استثمارات في الوقت والمال. وبعد طرخها في السوق، تبقى سارية المفعول لمدة خمس سنوات كما يجب إعادة تسجيلها بعد ذلك.
لدى الهيئة قائمة من 27 طلب موافقة يسمح لمصنعي المكملات الغذائية طلبها عند تسجيل المنتج. وتنطوي العملية على بروتوكول اختبارات صارمة، بما في ذلك اجرآت الأبحاث على الحيوانات والإنسان. وبدرجة كبيرة فإن هذه الاجرآت تشبه اجرآت الموافقة على المستحضرات الصيدلانية.

## الولايات المتحدة
في الولايات المتحدة، وبموجب ملحق الصحة الغذائية وقانون التعليم لعام 1994  تعرف المكملة الغذائية بالمنتجات التي تهدف إلى استكمال النظام الغذائي ويحتوي على أي من المكونات الغذائية التالية:
- فيتامين
- معدن
- أعشاب أو نباتات (باستثناء التبغ)
- الأحماض الأمينية
- مركز، مستقلب، مستخرج، أو أي خليط مجمعة من أي من المواد أعلاه

وعلاوة على ذلك، يجب أن تتوافق مع المعايير التالية:
- مُشَكلة للابتلاع بشكل حبوب، أو كبسولة، أو أقراص أو مسحوق أو سائل
- غير مُشَكلة لاستخدامها كغذاء تقليدي أو باعتباره اللطعام الوحيد في وجبة غذائية
- يجب وصفها كمكملة غذائية

كما تسوق في الولايات المتحدة هرمونات ديهيدرو إيبي آندروستيرون (نوع من الستيرويد)، بريغنينولون (أيضا من الستيرويد) وهرمون الميلاتونين الصنوبرية على أنها مكملات غذائية.

### التنظيم
تصنف إدارة الاغذية والعقاقير الأميركية المكملات الغذائية كفئة مختلفة عن الأغذية التقليدية وعن المضافات الغذائية وعن الأدوية. في حين يشترط على شركات الأدوية الحصول على موافقة إدارة الاغذية والعقاقير التي تشمل تقييم المخاطر والمنافع قبل طرحها في الأسواق، هذا الإجراء غير مطلوب لطرح مكملات الغذاء. بدلا من ذلك، فالمصنعين والموزعين الذين يرغبون في تسويق المكملات الغذائية التي تحتوي على «عنصر غذائي جديد» بإخطار الهيئة مسبقا ما لم تسوق قبل 15 أكتوبر 1994). وهذه العناصر تشمل المواد التالية: «فيتامين»، «معدن»، «عشب»، وأي نبات آخر، «حمض أميني»، أي مادة غذائية تستخدام لاستكمال النظام الغذائي بزيادة تناول الجرعة الغذائية، أو أي مركز، مستقلب، مستخرج، أو خليط يجمع بين أي من المكونات الغذائية أعلاه. ويتطلب هذا الإخطار الأشارة إلى سلامة وصحة العنصر، كما لا يسمح بتسويقها، ببيعها أو بتسليمها لمدة خمسة وسبعين يوما بعد تقديم هذه المعلومات. خلال هذا الوقت تقوم الوكالة بمراجعة المعلومات المقدمة لتتأكد من سلامة العناصر وموافقتها للسلامة منثم تنشر المكونات على موقعها على الإنترنت بعد خمسة عشر يوما من هذه الفترة (أي بعد تسعين يوما من تقديم المعلومات). نشر هذه المعلومات يعني انه يمكن تسويق العنصر، ولكنه لا يعني بالضرورة أنه آمن. في 24 سبتمبر 2007 طبقت إدارة الاغذية والعقاقير سياسة «ممارسات التصنيع الجيدة الحالية» وهي سياسة لضمان أن المكملات الغذائية «تنتج بنوعية عالية، ولا تحتوي على ملوثات أو شوائب، وموسومة بدقة»، كما تشمل التأكد من جودة التصنيع والتغليف ووضع العلامات والتخزين والملاحق، مع الشروط بتطبيق الاجرآت اللازمة لمراقبة الجودة، وتصميم وبناء المصانع، واختبار المكونات والمنتجات النهائية، وحفظ السجلات وعمليات متابعة الشكاوى.
وكان القانون الذي أقر في عام 1994 قد واجه تحركات من قبل هيئات الضغط التابعة للشركات المصنعة للمكملات الغذائية مما حد من قدرة تأثير إدارة الاغذية والعقاقير لممارسة السلطة فيما يتعلق بالمكملات الغذائية بشرط عدم ذكر المصنعين عن أي علاج يقدمه منتوجهم. وبحسب تقارير المستهلك، «لقد ترك هذا القانون المستهلك دون أي حماية فيما يتعلق بانتاج وتسويق الادوية التي بحاجة وصفة طبية أو الأدوية التي يمكن شراؤها من دون وصفة» وألقى عاتق برهان عدم صلاحية أي مكمل غذائي على عاتق إدارة الاغذية والعقاقير. ففي حين يطلب من أن شركات الأدوية أن تبرهن على فعالة منتجاتها فضلا عن كونها آمنة، لا يطلب هذا الأمر من الشركات المصنعة للمكملات الغذائية. وللمقارنة، لم تجد إدارة الاغذية والعقاقير أي مكملة غير آمنة الا في حالة واحدة وهي مستحضر الإيفيدرا لتخفيف الوزن. واشارت مجلة «تايم» بأن هذا الأمر يدعوا للشجب وغير معقول إذ «يعطى صناع المواد المكملة الغذاء الحق في تسويق منتجاتهم من دون قيد تقريبا بينما تمنع عن إدارة الاغذية والعقاقير القدرة على تنظيمها». كما تعرضت للانتقادات لتعريضها المستهلك لمركبات لا قيمة لها تخدع بها المستهلكين لسحب أموالهم من دون فائدة. ونظرا للمتطلبات التي وضعها القانون، فعلى إدارة الاغذية والعقاقير أن تثبت عدم صلاحية المستحضر متبعين اجرآتهم وبالتاي لا تستطيع فحص أكثر من 1% من العقاقير المُبلغ عنها.[بحاجة لمصدر] كما تفتقر الإدارة إلى التمويل اللازم لإجراء اختبارات صارمة لتلبية معايير الجودة.
نشرت دراسة في سجلات الطب الباطني عام 2001 تظهر أنه هناك مطلب شعبي واسع لتنظيم حكومي أكبر لصناعة المكملات الغذائية أكثر مما تسمح به DSHEA في الوقت الراهن. ووجد الباحثون ان غالبية من الأميركيين تؤيد حصول موافقة مسبقة من قبل إدارة الاغذية والعقاقير قبل التسويق، وزيادة الرقابة على الجوانب الضارة، ومزيد من التدقيق في مدى صحة ادعاءات المكملات.

### الجودة
في ظل قانون إدارة الاغذية والعقاقير النهائي تجاه ممارسات التصنيع الجيدة، تم تعريف الجودة على أنها تعني «أن المكملات الغذائية توافق بشكل دائم مواصفات احددة للهوية، والنقاء، والقوة، والتكوين وأنه تم تصنيعها وتعبئتها ووضع العلامات عليها وتخضع للشروط التي تمنع الغش بحسب القسم 402 (أ) (1)، (أ) (2)، (أ) (3)، و (أ) (4)، من قانون الغذاء والدواء ومستحضرات التجميل لمنظمة الأغذية الاتحادية المخدرات». {0/}
ويسمح هذا القانون الجديد لمفتشي إدارة الاغذية والعقاقير للنظر في سجلات الشركة بناء على طلبها. ومع ذلك، قد يكون من الصعب تطبيق هذا الأمر لسببين: أولا لوجود عدد كبير للشركات المصنعة وثانيا لانخفاض عدد موظفي الإدارة نحو 16 ٪ بين عامي 2003 و2006.، وهناك دلائل تشير أن الكثير من التلوث يأتي من المواد الأولية المكونة للعقار والتي تكون عادة دون نسبة الجودة علما أن القانون يطلب من الموردين أن يقدموا شهادات تحليل تفيد أنهم قاموا بفحص موادهم. في ظل قانون 2003 المقترحة، على المصنعين إعادة اختبار العناصر المستوردة. وفي ظل القانون النهائي، فمن المطلوب دائما إجراء اختبار للهوية. وليس من المطلوب إعادة الاختبار مرة أخرى إذا كانت الشركة المصنعة قد تحققت من الاعتماد على جودة مورد المواد.
إن تلوث المواد ووضع العلامات كاذبة عمل مألوف في الولايات المتحدة. هناك برامج إصدار الشهادات المستقلة، ولكن لها مشاكلها. يدير «دستور الأدوية» (Pharmacopeia) في الولايات المتحدة برامج توثيق وتحقيق مكملات الغذائية (DSVP). وختم البرنامج يؤكد أنه تم فحص المنتوج وتخقق من نزاهته ونقائه، وانحلاله، وسلامة تصنيعه  وهذا هو برنامج التوثيق الوحيد الذي يصدر شهادات بناء على فحص عينات عشوائية لللمنتجات التي لا تحتاج لوصفات طبية. لكن هذا البرنامج لا يصدق على المنتجات التي تحتوي على مكونات تحددها لجنة الخبراء على أنها ذات مخاطر على السلامة. تقوم مختبرات المستهلك (ConsumerLab.com) بفحوصات عشوائية على بعض مكملات الغذاء وتوفر النتائج لمشتركيها. وأفادت نتائجها عن وجود مشاكل في 25٪ من منتوجات مكملات الغذاء التي فحصتها، وتصل المشاكل في عقاقير والفيتامينات المتعددة لنحو 50%. في عام 2008 انتقدت مختبرات المستلك قرار البرنامج بتحديد تناول الرصاص ب 10 ميكروغرام/يوم. وأشار إلى توجيهات إدارة الاغذية والعقاقير لعام 2006 بشأن الرصاص في الحلوى والتي حددت بـ 0.2 ميكروغرام/يوم كحد مسموح به. وهناك برامج توثيق تقوم بها NSF العالمية،  HFL للعلوم الرياضية، ، ورابطة المنتجات الطبيعية  وأيضا برامج شهادة مكملة الوجبات الغذائية.

## قراءات أخرى
- المكملات الغذائية: الموارد العامة للمستهلكين (قوات الدفاع الشعبي | 131 كيلوبايت)، الغذاء والتغذية مركز المعلومات والمكتبة الزراعية الوطنية. قائمة الموارد التي توفر لمحة عامة عن المكملات العشبية والغذائية، بما في ذلك استخدام والتنظيم، والبحوث، والمعلومات التحذيرية.
- لطرح أسئلة وقبل أخذ الفيتامينات والمعادن نسخة محفوظة 21 يناير 2012 على موقع واي باك مشين.، Nutrition.gov.

## وصلات خارجية
- التعاون في مجال الأبحاث الطبيعية القياسية
- مجلة المكملات الغذاء
- قاعدة بيانات مسميات المكملات الغذائية ت ، من الولايات المتحدة المكتبة الوطنية للطب
- قاعدة البيانات الدولية للمعلومات الببليوغرافية للمكملات الغذائية من المعاهد الوطنية الأمريكية للمكتب الصحة في المكملات الغذائية والزراعية وزارة الزراعة والمكتبة الوطنية
- ملحق المعلومات حول المكملات الغذائية نسخة محفوظة 17 أكتوبر 2000 على موقع واي باك مشين. من إدارة الغذاء والدواء الأمريكية
- ماذا يوجد في الزجاجة؟ مدخل إلى المكملات الغذائية، من المركز القومي الأميركي للالتكميلي والطب البديل
- سلامة المعلومات عن المكملات العشبية، من المعاهد الوطنية الأميركية للصحة
- استخدام والطب البديل والتكميلي (كام) من قبل الرأي العام الأميركي : تقرير لمعهد الطب
- Marcus DM, Grollman AP (ديسمبر 2002). "Botanical medicines--the need for new regulations". The New England Journal of Medicine. ج. 347 ع. 25: 2073–6. DOI:10.1056/NEJMsb022858. PMID:12490692.
- تقارير الأدلة على الاتفاقية الأوروبية المكملات الغذائية